# Chiesa abbazia di Santa Maria della Sanità (Genova)
La chiesa abbazia di Santa Maria della Sanità, è un edificio religioso italiano, situato in salita Santa Maria della Sanità, nel quartiere di Castelletto.

## Storia
Fu costruita sul sito dell'antica cappella di San Bernardino per volere di Stefano De Mari, che l'affidò ai carmelitani scalzi della vicina chiesa di Sant'Anna.
Era in origine la cappella gentilizia della vicina Villa Gruber De Mari.

## Descrizione
Con una rara pianta ottagonale, ampia cupola centrale e sette cappelle laterali, è considerata un gioiello dell'architettura sacra minore. Custodisce un organo edificato nel 1860 da Nicomede Agati.